# Typhlopolycystis coomansi
Typhlopolycystis coomansi är en plattmaskart som beskrevs av Schockaert och Tor Karling 1975. Typhlopolycystis coomansi ingår i släktet Typhlopolycystis och familjen Polycystididae. Inga underarter finns listade i Catalogue of Life.